# Geena Gall
Geena Lara (née Gall le 18 janvier 1987 à Flint) est une athlète américaine, spécialiste des épreuves de demi-fond.

## Biographie
En 2014, elle remporte la médaille d'or du relais 4 × 800 mètres lors des premiers relais mondiaux de l'IAAF, à Nassau aux Bahamas, en compagnie de Chanelle Price, Ajee Wilson et Brenda Martinez.

## Palmarès
| Date | Compétition               | Lieu   | Résultat | Épreuve   | Temps        |
| ---- | ------------------------- | ------ | -------- | --------- | ------------ |
| 2014 | Relais mondiaux de l'IAAF | Nassau | 1re      | 4 × 800 m | 8 min 1 s 58 |

### Records
| Épreuve | Performance   | Lieu     | Date           |
| ------- | ------------- | -------- | -------------- |
| 800 m   | 1 min 59 s 24 | Eugene   | 25 juin 2012   |
| 1 500 m | 4 min 9 s 95  | Victoria | 5 juillet 2013 |